# Francisco Castrejón
Francisco Castrejón Ramírez (Tuxpan, 11 giugno 1947) è un ex calciatore messicano, di ruolo portiere.

## Carriera

### Club
La sua carriera calcistica si è svolta principalmente nel Campionato messicano di calcio.

### Nazionale
Ha partecipato al Campionato mondiale di calcio "Julies Rimet" avvenuto in Messico nel 1970 con la Nazionale di calcio del Messico.

## Palmarès

### Club

#### Competizioni nazionali
- Campionato messicano: 1

America: 1976
- Supercoppa del Messico: 1

America: 1976

#### Competizioni internazionali
- CONCACAF Champions' Cup: 1

America: 1977
- Coppa Interamericana: 1

America: 1977